# Brachycoryna hardyi
Brachycoryna hardyi är en skalbaggsart som först beskrevs av George Robert Crotch 1874.  Brachycoryna hardyi ingår i släktet Brachycoryna och familjen bladbaggar. Inga underarter finns listade i Catalogue of Life.